# 麻田村
麻田村（あさだむら）は、大阪府豊能郡にあった村。現在の豊中市の西端、おおむね千里川の右岸、大阪国際空港および阪急宝塚本線蛍池駅の周辺にあたる。

## 地理
- 河川：千里川

## 歴史
- 1889年（明治22年）4月1日 - 町村制の施行により、豊島郡麻田村・箕輪村・走井村の区域をもって発足。
- 1896年（明治29年）4月1日 - 所属郡が豊能郡に変更。
- 1936年（昭和11年）10月15日 - 豊中町・桜井谷村・熊野田村と合併して豊中市が発足。同日麻田村廃止。

## 交通

### 鉄道路線
- 阪神急行電鉄（現・阪急電鉄）
  - 宝塚本線
    - 蛍池駅

現在は上記の他に大阪モノレール本線の大阪空港駅が所在するが、当時は蛍池駅を含めて未開業。

### 道路
現在は旧村域に阪神高速11号池田線の豊中北出入口・大阪空港出入口が所在するが、当時は未開通。

### 空港
現在は旧村域に大阪国際空港が所在するが、当時は未開業。